# Örebrofesten
Örebrofesten är en årligt återkommande stadsfest i Örebro. Festen har tidigare även gått under namnen Slottsfesten. De senaste åren har Örebrofesten lockat mellan 15 000 och 25 000 besökare fördelat på fyra dagar.
Örebrofesten är i första hand en matfest, där flera av stadens mest välkända krögare lagar och serverar mat från sina respektive tält på området. Även underhållning i form av kockdueller, dans och musikartister förekommer. Några välkända artister som uppträtt på festen de senaste åren är September, Rebecka Törnqvist, Barbados och Mats Ronander. Festen har de senaste åren arrangerats av eventföretaget Tältkrögarna.